# Procés isobàric

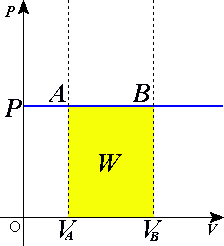
Transformació isobàrica : des de l'estat A fins a l'estat B en un diagrama p-V segueix un segment horitzontal. L'àrea groga representa el treball associat a la transformació

Un procés isobàric és una transformació termodinàmica que es produeix a pressió constant. La denominació ve del grec "isos" (igual) "baros" (pressió).
Quan un gas perfecte evoluciona isobàricament des d'un estat A fins a un estat B, la temperatura i el volum associats segueixen la llei de Charles :
{\displaystyle {\frac {V_{A}}{T_{A}}}={\frac {V_{B}}{T_{B}}}\,}
on {\displaystyle T_{A}\,} e {\displaystyle V_{A}\,} representen la temperatura i el volum de l'estat A, i {\displaystyle T_{B}\,} i {\displaystyle V_{B}\,} representen la temperatura i el volum de l'estat B.
La llei de Charles és un cas particular de la llei dels gasos perfectes:
{\displaystyle PV=nRT\Longrightarrow T={\frac {P}{nRT}}V\,}